# Sedan (Kernwaffentest)

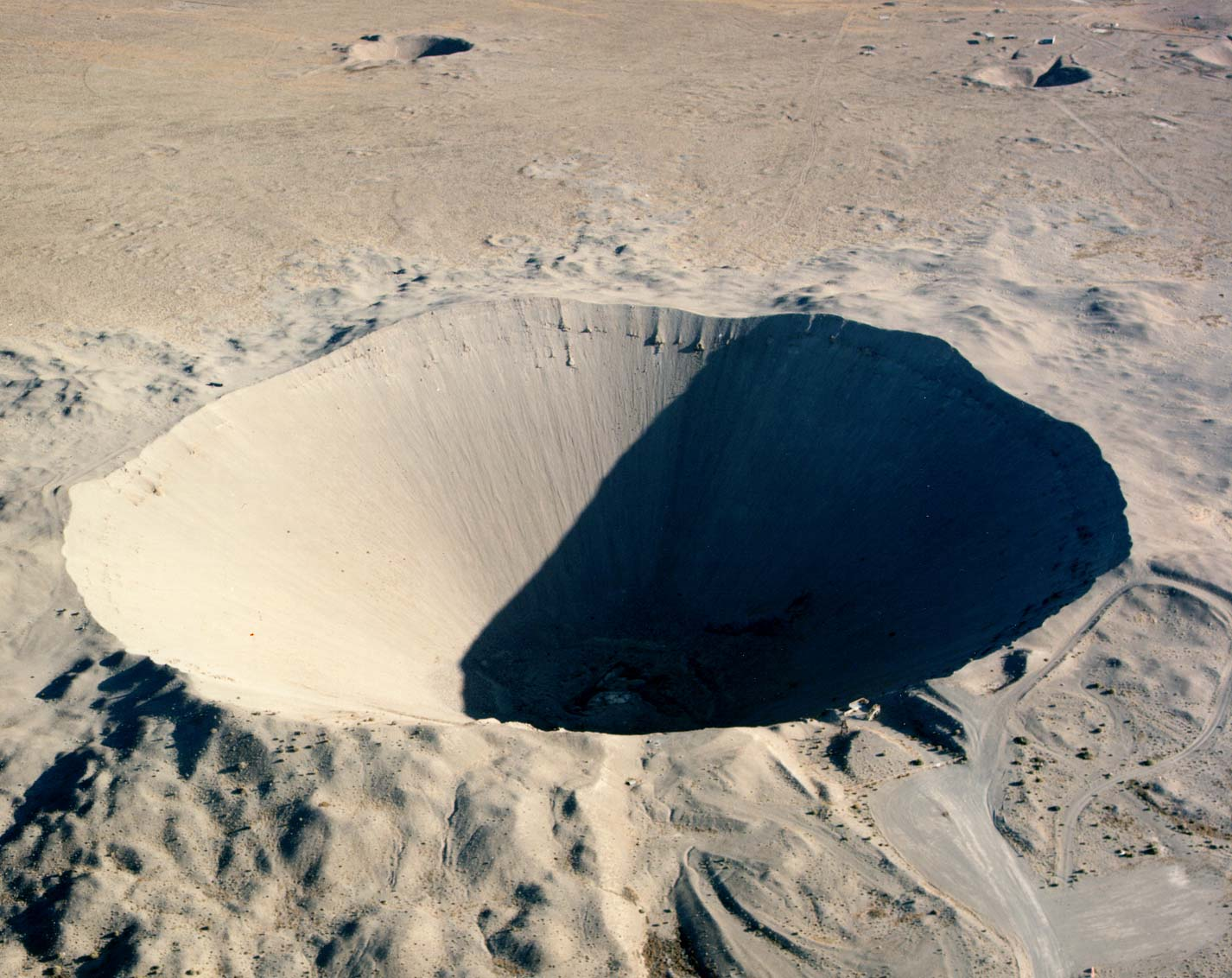
Der Sedan-Krater

Sedan war ein Kernwaffentest der Operation Storax, den die Vereinigten Staaten am 6. Juli 1962 auf dem Atombombentestgebiet der Nevada Test Site im US-Bundesstaat Nevada durchführten. Er war Teil des Programms Operation Plowshare, in dem der Einsatz von Atombomben für zivile Zwecke, wie z. B. im Bergbau, untersucht werden sollte.
Bei Sedan handelte es sich um einen thermonuklearen Sprengsatz; weniger als 30 Prozent der freigesetzten Energie wurden durch Kernspaltung erzeugt, der Rest durch Kernfusion.

## Ablauf
Der Kernsprengsatz wurde in einem Schacht auf eine Tiefe von 211 Metern abgesenkt; Ziel war unter anderem die Maximierung der Größe des entstehenden Kraters bei gleichzeitiger Minimierung der radioaktiven Belastung der Atmosphäre durch die entstehende radioaktive Wolke (Atompilz).
Die Sprengkraft betrug 104 Kilotonnen, es wurden ungefähr 12 Millionen Tonnen Gestein bewegt und die radioaktive Wolke erreichte eine Höhe von ca. 4 km. Sie trieb erst nordöstlich und dann nach Osten in Richtung des Mississippi River. Der entstandene Krater hatte damals eine Tiefe von 106 m und einen Durchmesser von 400 m.
Nur etwa 2 Prozent der freigesetzten radioaktiven Teilchen gelangten in den Atompilz, der Rest fiel entweder direkt in den Krater zurück oder in unmittelbarer Nähe zu Boden. Trotzdem wurde noch Monate später (geringer) radioaktiver Fallout von Sedan bis in die Nähe von Chicago nachgewiesen. Allgemein wurde durch Sedan ein erheblicher Teil der Bevölkerung der USA (etwa 7 Prozent, entsprach 1962 etwa 13 Mio. Menschen) radioaktiv belastet.

## Explosionskrater
Der Krater von Sedan hat einen Durchmesser von bis zu 390 m (1280 ft) und ist bis zu 98 m (320 ft) tief. Er existiert bis heute. Auf einer geführten Tour durch die Nevada Test Site kommt man auch an Sedan entlang. Die Anmeldung zur Tour ist aus Sicherheitsgründen ein Jahr im Voraus erforderlich (Stand 2010).
Der Krater wurde am 21. März 1994 in das Nationale Verzeichnis der Historischen Stätten der USA aufgenommen.
Der Krater kann aus dem Erdorbit mit bloßem Auge gesehen werden.